# Вейксёрф

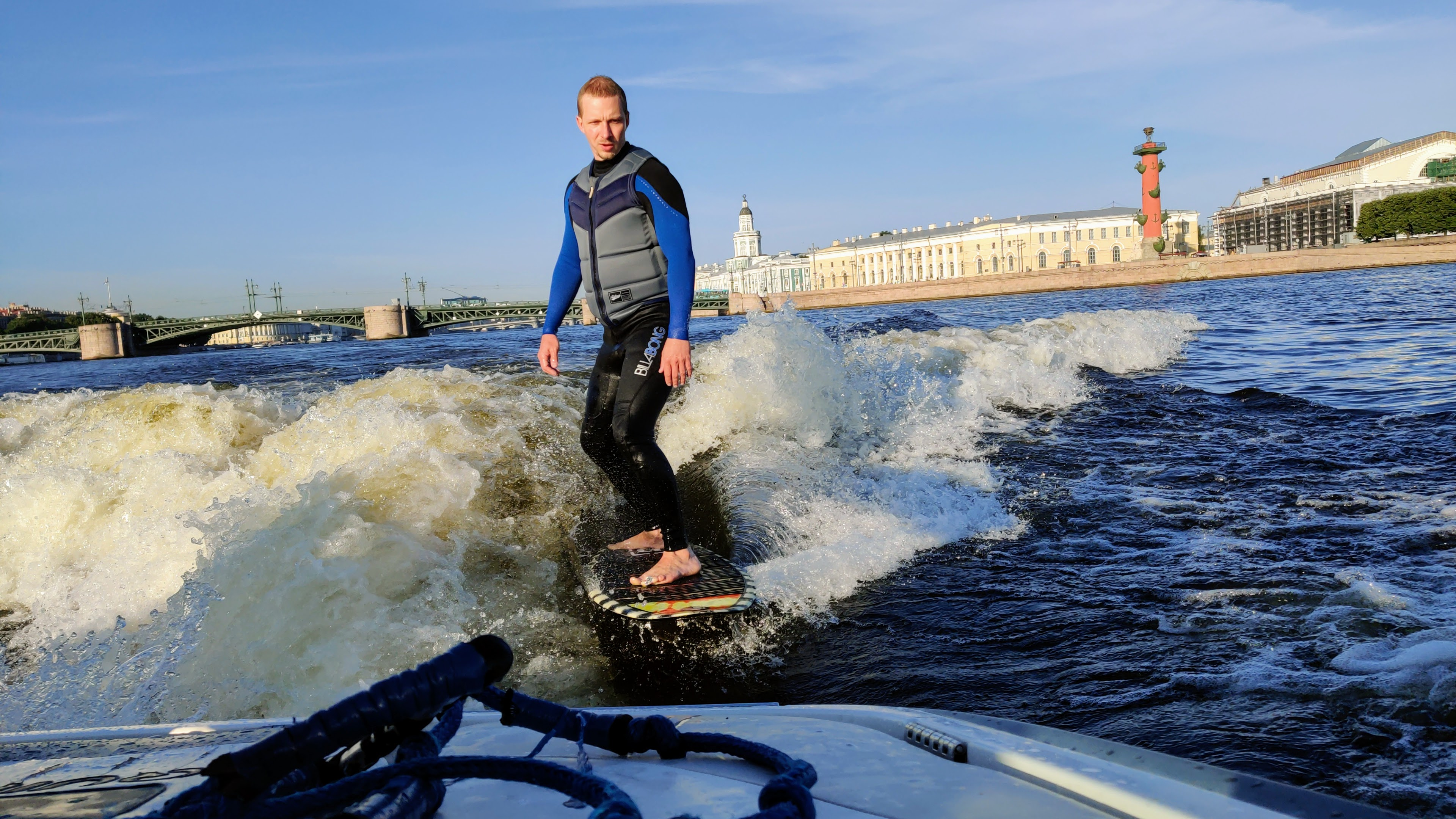

Вейксёрф (англ. wakesurfing) — разновидность катания за катером-буксировщиком. Является «домашней» симуляцией классического сёрфинга. С одной стороны катер-буксировщик грузится балластом — это позволяет ему делать одну большую волну с одного борта.
Спортсмен (райдер) стартует из воды, используя короткую верёвку, а после набора скорости — глиссирует по волне, оставляемой катером, не используя фал.

Для катания используется специальная доска «вейксёрф» — без креплений. По сути, вейксёрф вызывает ощущение независимого катания по волне.
Родоначальники вейксёрфинга: классический сёрфинг и вейкбординг, а основное преимущество этого вида спорта заключается в том, что практиковать его можно на любом водоёме. Нужны лишь катер и доска.

## Глоссарий
Являясь базовыми и для других видов спорта (досочного), приведённые ниже термины, в данном случае, адаптированы конкретно для вейксерфинга.
Регуляр (англ. regular) — катание справа от катера.
Гуфи (англ. goofy) — катание слева от катера.
Тое сайд (англ. toe side) — катание лицом к волне.
Хил сайд (англ. heel side) — катание спиной к волне.
Лайнрайд (англ. lineride) — кататься, придерживая веревку.
Фрирайд (англ. freeride) — чистый серфинг, без веревок и ручек.
Фронт сайд (англ. front side turn) — поворот лицом к катеру. Если Вы слева от него, лицом к волне, и крутитесь влево, то это — фронт сайд.
Бэк сайд (англ. back side turn) — поворот спиной к катеру. Если Вы слева от него, лицом к волне, и разворачиваетесь вправо, спиной к катеру, то это — бэк сайд.